# Volkskundliches Freilichtmuseum Speckenbüttel

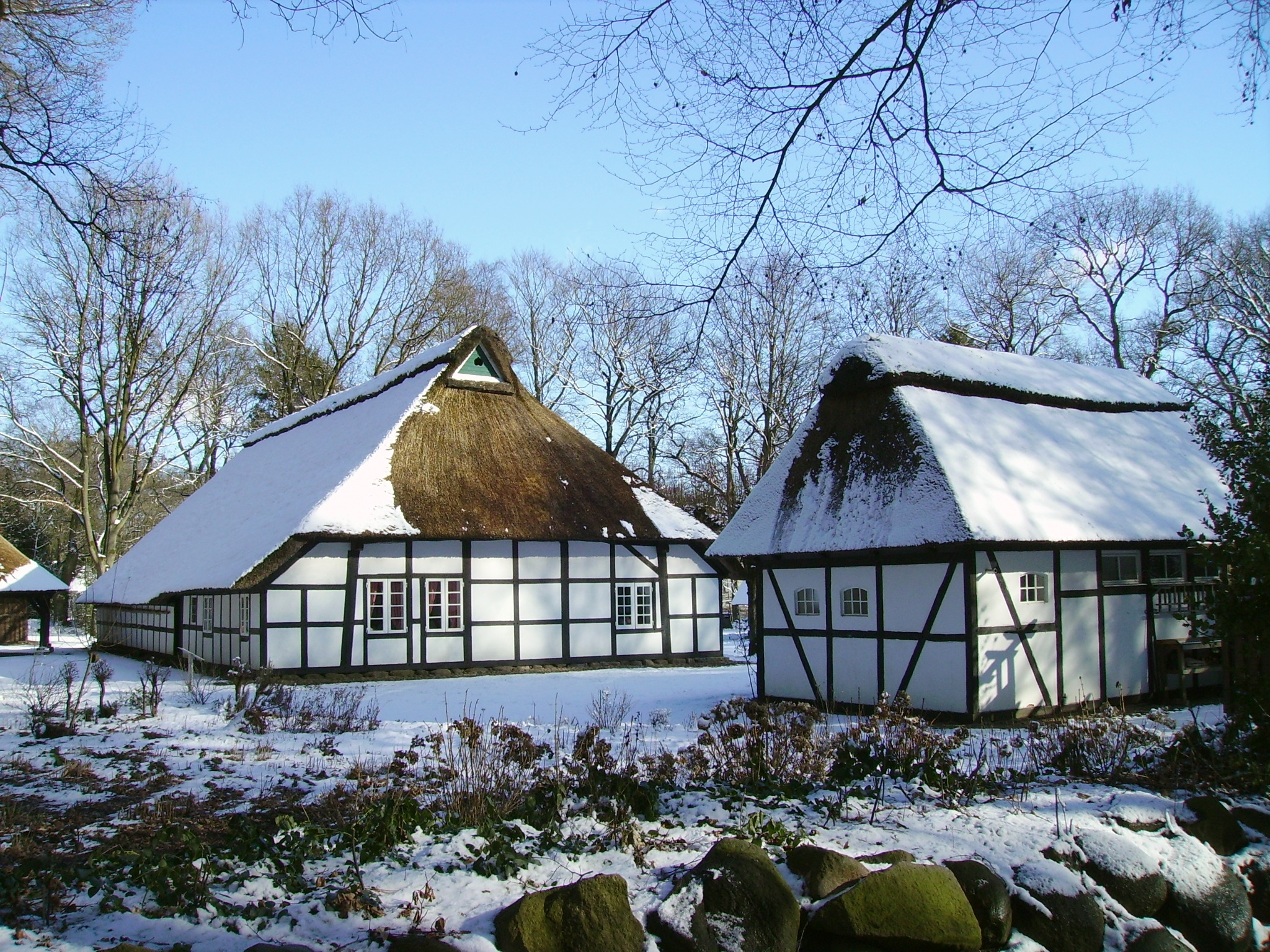
Geesthofanlage von 1629

Das Volkskundliche Freilichtmuseum Speckenbüttel in Bremerhaven-Lehe (offiziell Volkskundliches Freilichtmuseum im Stadtpark Speckenbüttel des Bauernhausvereins Lehe e. V.) repräsentiert die bäuerlichen Haustypen von Geest, Marsch und Moor, und damit die typischen Gebäude des Elbe-Weser-Dreiecks beginnend mit dem frühen 17. Jahrhundert. 
Das 1908 gegründete Freilichtmuseum am Rande des Speckenbütteler Parks besitzt eine vollständige Geesthofanlage mit ihren Nebengebäuden, eine Moorhütte sowie auf einer Wurt ein großes Marschenhaus. Hinzu kommt eine Bockwindmühle und weitere Nebengebäude, wie ein Backhaus aus Backsteinfachwerk, dessen Lehmbackofen noch in Betrieb ist. Die meisten der insgesamt elf Gebäude stammen aus dem Landkreis Cuxhaven. Zahlreiche Exponate, wie eine Deichkarre, eine Feuerspritze, eine Kutsche und ein Ackerwagen wurden in der Diele des Marschenhauses, das in der Hauptsache als Ausstellungs- und Veranstaltungsort dient, aufgestellt, dazu ein Webstuhl, eine vollständige Holzschuhwerkstatt, Geräte für Fischfang und Entwässerung. Im Geesthaus, einem niederdeutschen Hallenhaus in Zweiständerbauweise, finden sich hingegen Fässer, Besen, Handmühlen sowie Geräte zum Flachsbrechen und weitere typische Werkzeuge. Träger des Museums ist der Bauernhausverein Lehe e. V. mit Sitz in Bremerhaven.

## Geschichte

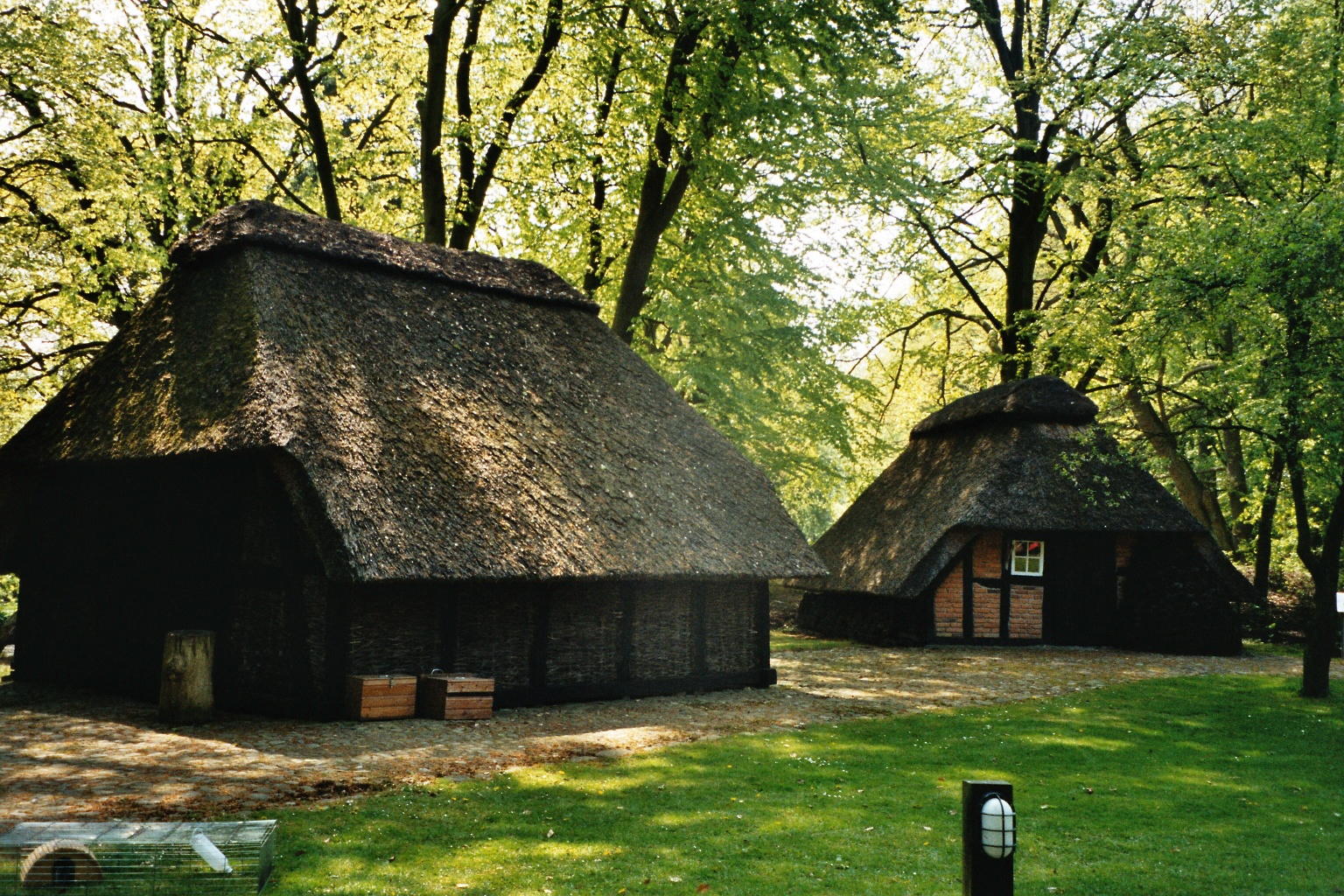
Hinten die Moorkate aus dem Kransmoor, vorne der Schafstall aus Frelsdorf

Jan Bohls am 20. Juni 1921 vor dem Geestbauernhof

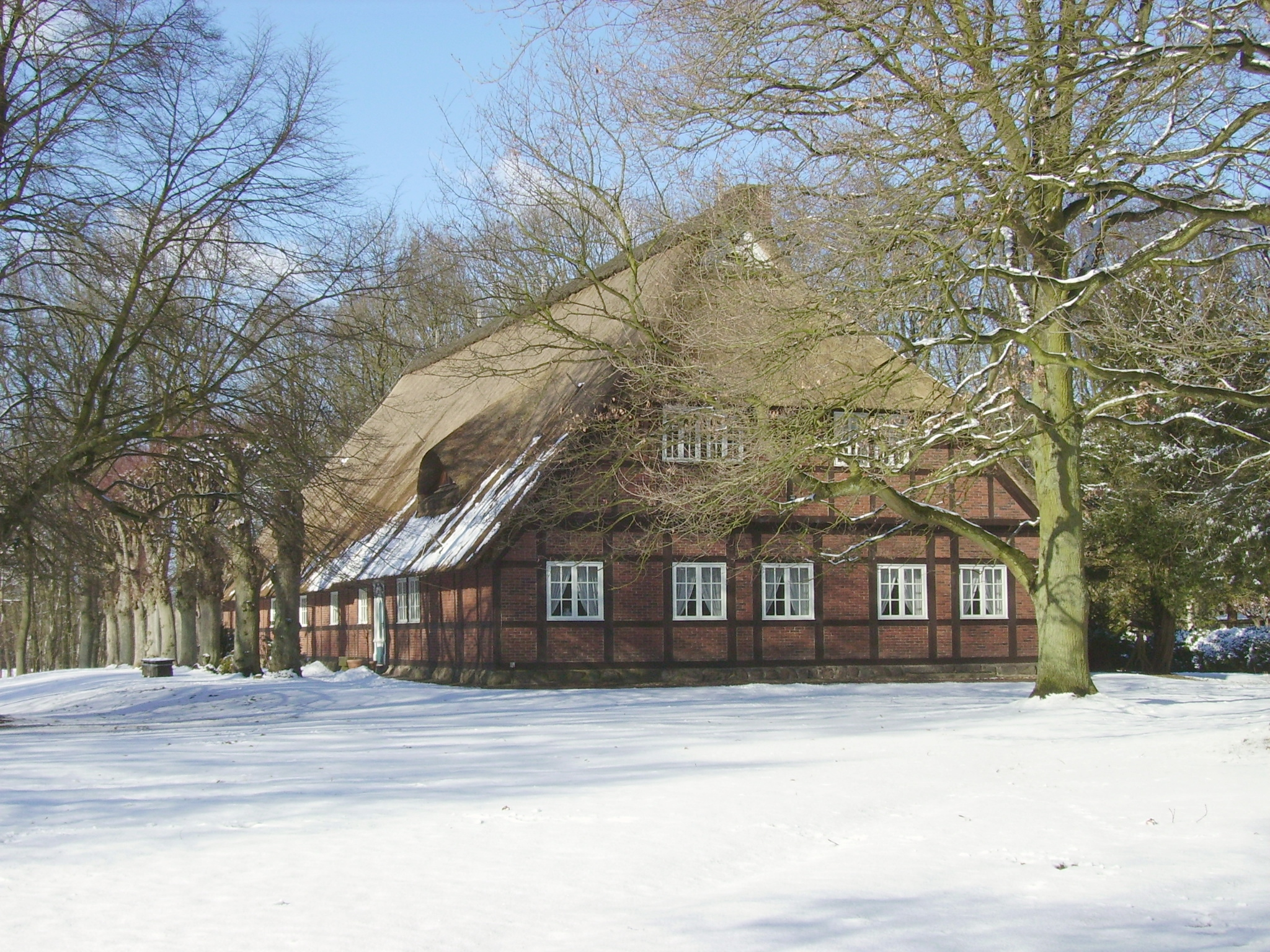
Marschenhof von 1731, Nachbau

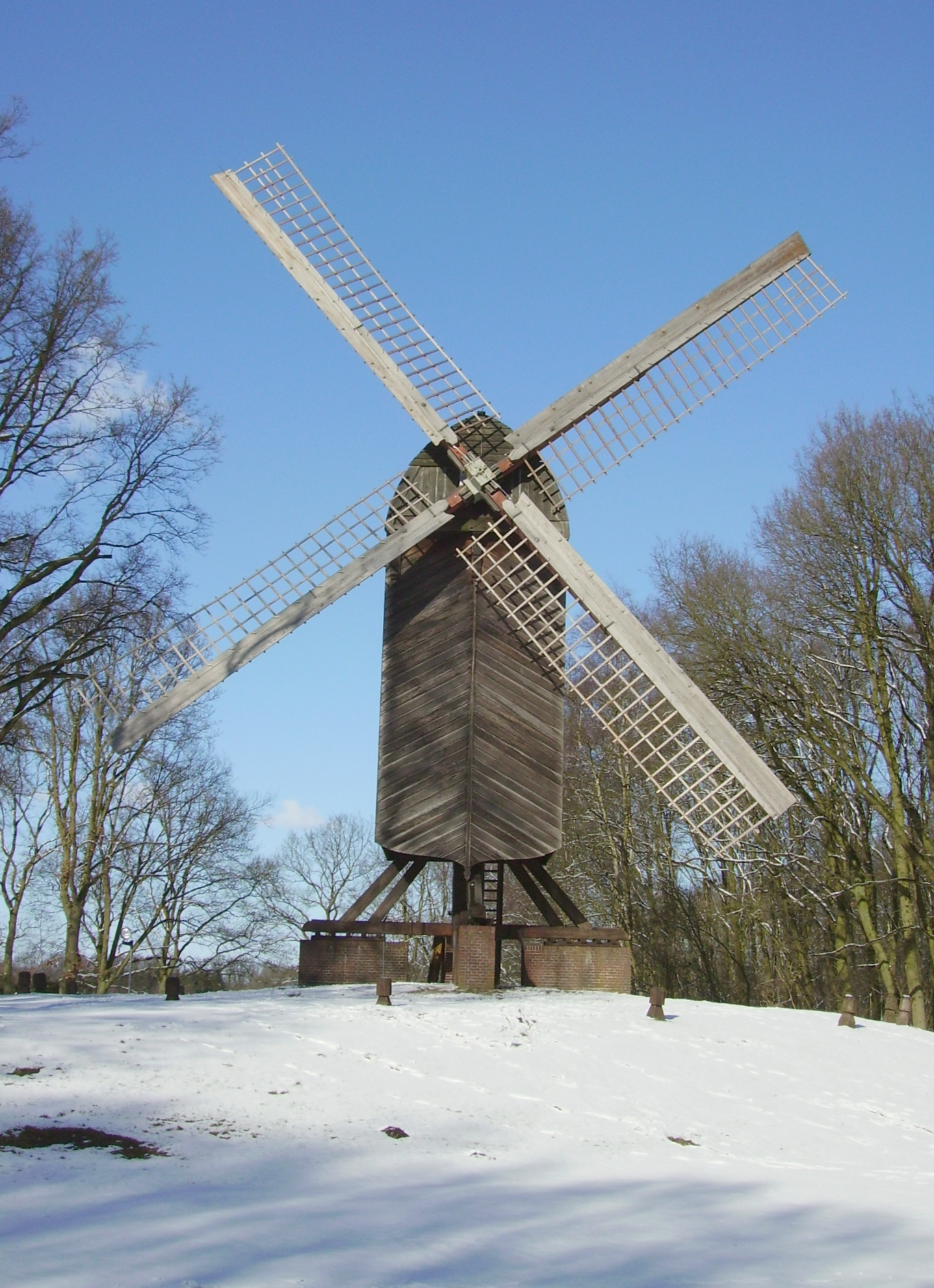
Bockwindmühle

Jan Bohls, Ölgemälde im Freilichtmuseum

In der Stadt Lehe stellte 1898 der Zoologe, Privatgelehrte und Volkskundler Jan Bohls (auch Johann Bohls, 1863–1950), seit 1896 wissenschaftlicher Leiter der Heimatforschung im Stader Land, die Forderung auf, Bauernhäuser mit der gesamten Inneneinrichtung dauerhaft zu erhalten. Bis 1907 war er Leiter des Morgensternmuseums. 1908 rief er dazu auf, ein vom Abriss bedrohtes Niederdeutsches Hallenhaus aus dem Dorf Lintig zu erhalten, das aus dem Jahr 1629 stammte, indem man es abbaute und im Leher Speckenbütteler Park wieder aufbaute. Zu diesem Zweck entstand noch im selben Jahr durch insgesamt zehn Bürger der Bauernhausverein Lehe e. V., dem Bohls bis 1942 vorstand. Seither unterhält der Verein das Freilichtmuseum, eines der ältesten in Norddeutschland. Das Haus aus Lintig wurde allerdings gleichseitig wieder aufgebaut, wohingegen es im Original ungleiche Flettseiten aufwies.
Der Geesthof wurde 1910 wiederaufgebaut, 1912 folgte ein Altenteilerhaus aus Köhlen im Landkreis Cuxhaven aus dem Jahr 1667. 1920 unterstützte Bohls die Gründung der Niederdeutschen Bühne „Waterkant“, indem er ihr für Aufführungen das Rauchhaus des Freilichtmuseums zur Verfügung stellte.
1927 kam ein Marschenhof aus Sandstedt (Hagen im Bremischen) von 1731 mit bäuerlichen Geräten aus dem 17. Jahrhundert hinzu, der jedoch am 18. März 1946 einem Feuer zum Opfer fiel. Dieses war durch Leuchtspurmunition amerikanischer Soldaten ausgelöst worden. Das Feuer zerstörte die gesamte Anlage und mit ihr das reiche Inventar, dazu bronzezeitliche Funde, die das Morgensternmuseum wegen des Krieges ausgelagert hatte. Der Marschenhof wurde 1968 bis 1973 nachgebaut.
Auch die 1935 erworbene Windmühle aus Nordleda brannte ab (1941). Noch gegen Ende des Zweiten Weltkriegs beschlossen die Gemeinderäte des seinerzeitigen Wesermünde, die einzige noch existierende Bockwindmühle im Niederwesergebiet in Dorum-Alsum zu erwerben und nach dem Krieg im Freilichtmuseum Speckenbüttel wieder aufzubauen. Sie sollte die im Freilichtmuseum abgebrannte „Bockmühle“ ersetzen. Ebenso brannte eine 1960 erworbene Erdholländermühle aus Holßel ab (1983) – erstere angeblich durch unvorsichtige Kinder, letztere durch eine Silvesterrakete. Die Holländermühle wurde durch einen Neubau ersetzt, der 1984 bis 1986 nach der Vorlage des niederländischen Mühlenbauers Molema erfolgte. Hinzu kam eine Moorkate.
Ansonsten wurde ab den 1950er Jahren eine Reihe von Nebengebäuden erworben, wie 1956 eines der seltenen Immenschauer (ein kleines gedecktes Gebäude als Bienenstand) aus Altenwalde. 1951, im Jahr vor Bohls Tod, wurde die Jan-Bohls-Eiche vor dem Geesthaus gepflanzt.
1975 kam eine Scheune aus Bexhövede am Marschenhaus und 1997 eine Durchfahrtscheune aus Kührstedt hinzu, dazu ein Rauchhaus aus dem Jahr 1625, ein Backhaus aus Brunshausen bei Stubben, schließlich ein Schafstall und ein Göpelschauer mit Pferdegöpel, wo Getreide gemahlen wurde. Seit 1993/94 besteht ein Bauerngarten mit Erweiterung durch einen Blindengarten auf dem Geesthof, 1997 bis 2000 erfolgten Renovierungen der Küche und der sanitären Anlagen. 2013 wurde eine neue Scheune am Marschenhaus eingeweiht. In der Nacht vom 20. auf den 21. Juli 2019 brannte die Moorkate der Geesthofanlage vollständig nieder. Die Feuerwehr konnte verhindern, dass das Feuer auf die umliegenden Reetdachgebäude übergriff.
1985 verzeichnete das sich über eine Fläche von 8 Hektar erstreckende Museum 5267 Besucher (zum Vergleich: Kunsthalle Bremerhaven 4437, Historisches Museum Bremerhaven 8582), heute (Stand: 2016) sind es etwa 14.000 pro Jahr. Die Einnahmen aus dem Verkauf von Eintrittskarten sowie die Vermietung einiger Räume, dazu Spenden bringen die etwa 70.000 Euro auf, die der Verein im Schnitt jedes Jahr braucht, um das Freilichtmuseum zu unterhalten. Vorsitzender des Bauernhausvereins Lehe e. V. ist Peter Hebel.